# Demòtic
|  | Per a altres significats, vegeu «grec demòtic». |

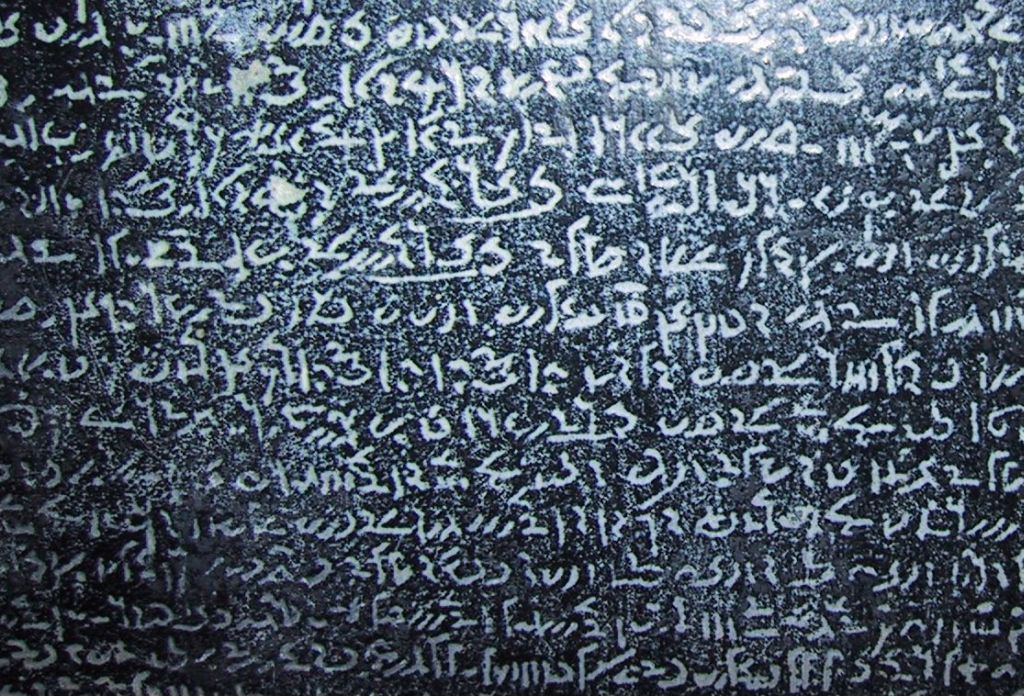
Text en escriptura demòtica, en una rèplica de la Pedra de Rosetta.

El demòtic era l'alfabet dels darrers temps de l'antic Egipte. El nom va ser creat per l'historiador grec Heròdot, per distingir-lo de l'escriptura hieràtica i de l'escriptura jeroglífica.
Es va fer servir per als temes econòmics i literaris, mentre que el hieràtic es va passar a fer servir per als temes religiosos.
Va començar al voltant del 660 aC, i va ser l'escriptura dominant cap al 600 aC. A primers del segle iv, va ser reemplaçat per l'idioma grec als textos oficials. El seu darrer ús conegut va ser l'any 452 dC, gravat al temple d'Isis, a File.

## Escriptures jeroglífica, hieràtica i demòtica

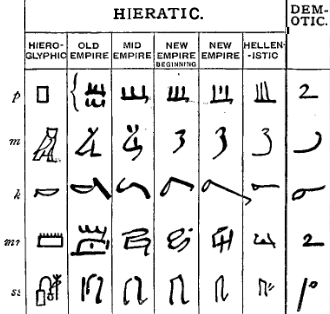
Alguns signes de les escriptures jeroglífica, hieràtica i demòtica

A l'antic Egipte, hi havia quatre escriptures:
- L'escriptura jeroglífica. D'ençà del 3200 aC, a tauletes epònimes, objectes rituals, i monuments. Jeroglífic vol dir 'gravats sagrats', del grec ta Hieroglyphica (ιερος sagrat, γλυφειν gravar).
- L'escriptura hieràtica egípcia va ser la versió simplificada de la jeroglífica. Hieratika vol dir sacerdotal, en grec.
- L'escriptura Demòtica és la forma abreujada de l'escriptura hieràtica. Demotika vol dir popular, en grec.
- L'escriptura del copte. Fa servir l'alfabet grec per escriure l'idioma egipci, afegint-hi set lletres del demòtic.

### Demòtic antic
El Demòtic antic es va crear al Baix Egipte durant l'última època de la dinastia XXV, i figura en les esteles del serapeu de Saqqara. Està generalment datat entre 650 i 400 aC, malgrat que la majoria dels textos escrits en Demòtic antic es daten de la dinastia XXVI i el període de dominació persa, la dinastia XXVII. Després de la reunificació d'Egipte sota Psamètic I, el demòtic va substituir el hieràtic a l'Alt Egipte, particularment durant el regnat d'Amasis, quan es va convertir en l'escriptura oficial administrativa i legal. Durant aquest període, el demòtic va ser utilitzat només en els textos administratius, legals i comercials, mentre que el jeroglífic i el hieràtic van ser reservats per a textos cerimonials.

### Demòtic mitjà (ptolemaic)

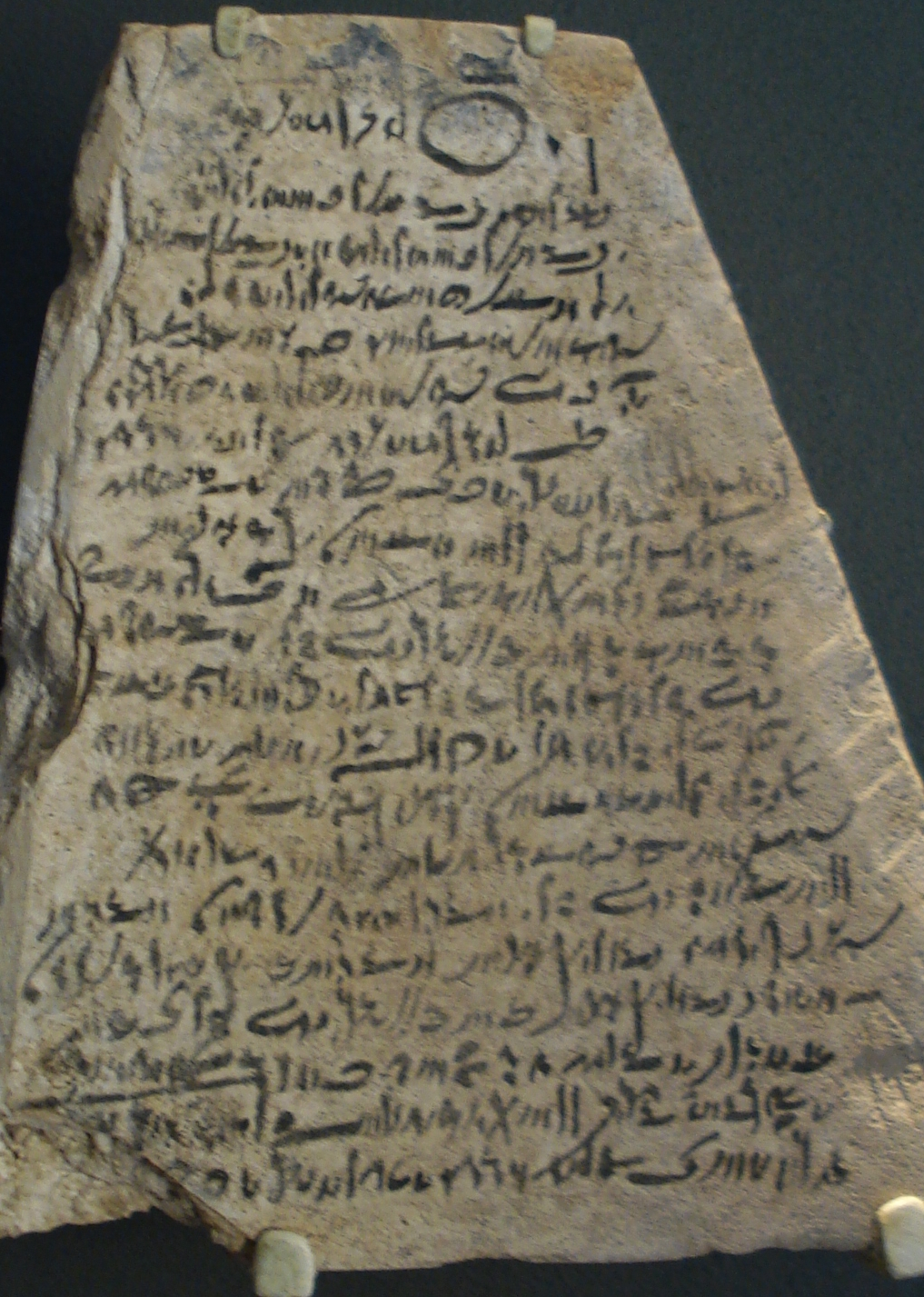
Text en escriptura demòtica d'època ptolemaica (Ostracon)

El demòtic mitjà (c. 400-30 aC) és l'etapa de l'escriptura feta servir durant el període ptolemaic. A partir del segle IV aC, l'ús del demòtic creix, com es pot veure per l'increment de l'ús en textos literaris i religiosos. Cap al final de III segle aC, l'idioma grec era ja més important, perquè era la llengua administrativa del país. Els contractes en demòtic van perdre la força legal, si no n'hi havia cap traducció al grec.

#### Demòtic tardà (romà)
Al començament de l'època romana d'Egipte, el demòtic es va anar deixant d'utilitzar en la vida pública. Hi ha, però, molts textos literaris escrits en demòtic tardà (del 30 aC al 452), especialment els segles I i II, malgrat que la quantitat de textos en demòtic va disminuir molt de pressa cap al final del segle ii. Després, el demòtic només es va fer servir a alguns ostraca, anotacions als textos grecs, etiquetes de mòmies i pintades. L'últim exemple d'escriptura demòtica és de l'11 de desembre del 452 i consisteix en una pintada als murs del temple d'Isis, a File.

### La llengua demòtica
La llengua demòtica és una varietat de la llengua egípcia, l'última cronològicament, i comparteix molt amb la llengua copta posterior. Durant els primers temps del Demòtic, probablement va ser l'idioma parlat de l'època. Però, com que només es feia servir amb propòsits literaris i religiosos, la llengua escrita era més i més diferent de la llengua parlada, i donava als darrers textos demòtics un caràcter artificial, semblant a l'ús de l'egipci mitjà clàssic durant el període ptolemaic.